# أليسون ليزلي جولد
أليسون ليزلي جولد (بالإنجليزية: Alison Leslie Gold)‏ هي كاتِبة أمريكية، ولدت في 13 يوليو 1945 في نيويورك في الولايات المتحدة.

## وصلات خارجية
- أليسون ليزلي جولد على موقع IMDb (الإنجليزية)